# Jérôme Rothen
Jérôme René Marcel Rothen (Châtenay-Malabry, 1978. március 31. –) francia válogatott  labdarúgó, jelenleg a Caen játékosa. Posztját tekintve szélső középpályás.
A francia válogatott tagjaként részt vett a 2003-as konföderációs kupán és a 2004-es Európa-bajnokságon.

## Sikerei, díjai
Troyes
- Intertotó-kupa győztes (1): 2001

Monaco
- Francia ligakupagyőztes (1): 2002–03
- Bajnokok ligája döntős (1): 2003–04

PSG
- Francia kupagyőztes (1): 2005–06
- Francia ligakupagyőztes (1): 2007–08
- Francia szuperkupadöntős (2): 2004, 2006

Bastia
- Francia másodosztály bajnoka (1): 2011–12

Franciaország
- Konföderációs kupa győztes (1): 2003